# 그레빌레아 사카타

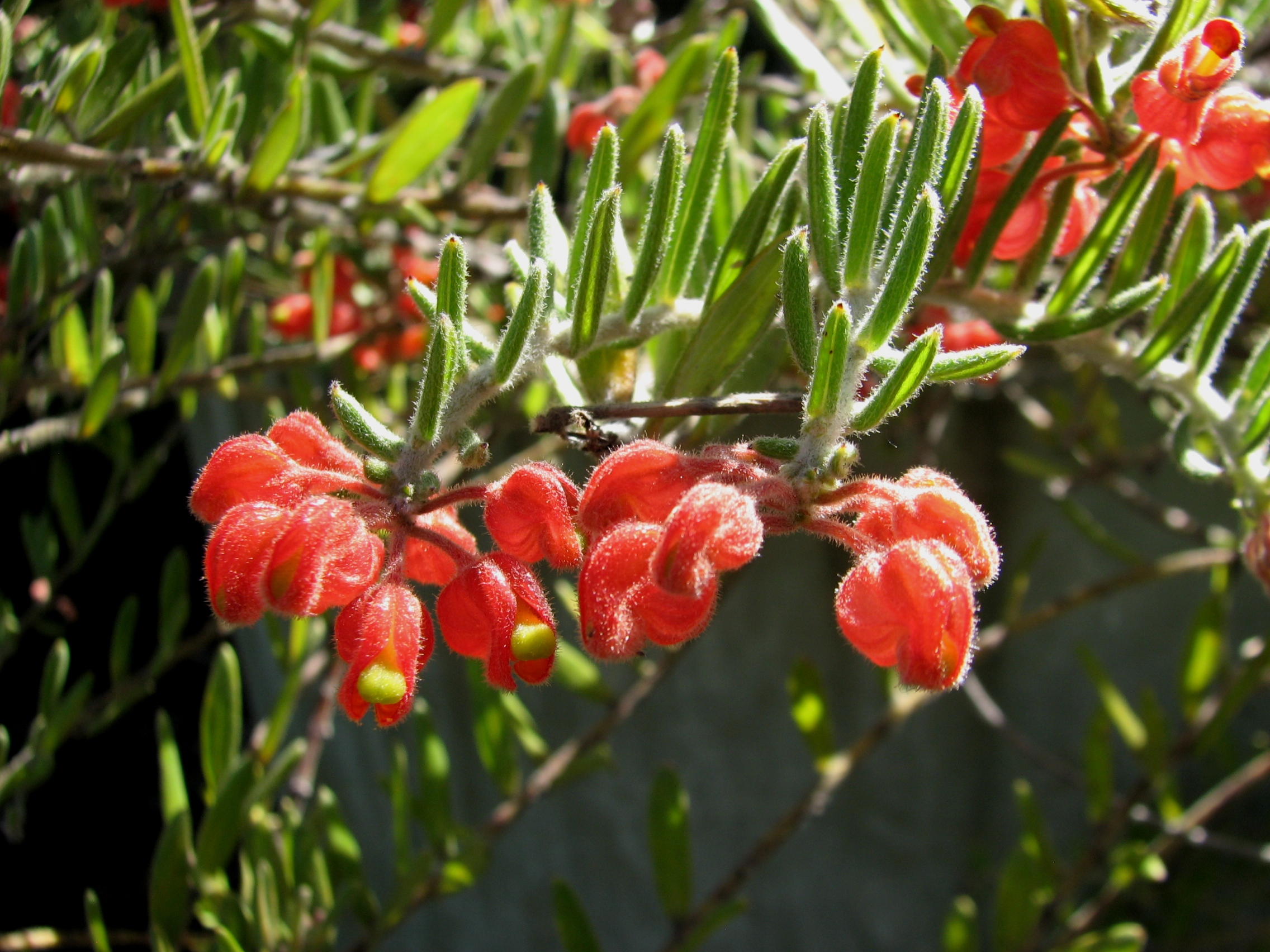
호주국립식물원에서 촬영한 그레빌레아 사카타

포쳐드 그레빌리아로 더 잘 알려진 그레빌레아 사카타(Grevillea saccata)는 호저과 식물의 한 종류로, 웨스턴오스트레일리아주의 남서부에 서식하는 특이한 식물이다. 이 낮고 넓게 퍼지는, 덜어내리는 또는 뒤죽박죽 뒤섞인 관목은 좁은 부분이 기저쪽을 향한 선형적이거나 타원형의 잎과 황록색 스타일을 가진 작은 빨간색과 오렌지색 꽃 군락으로 특징지어진다.

## 설명
그레빌리아 사카타는 전체적으로 0.25에서 0.5m(9.8인치에서 1피트 7.7인치) 정도의 높이로 자라는, 넓게 퍼지거나 뒤죽박죽 뒤섞인 관목으로 알려져 있다. 잎은 기저쪽을 향한 좁은 부분을 갖춘 선형적이거나 타원형으로, 주로 10에서 50mm(0.39에서 1.97인치) 정도의 길이와 1에서 5mm(0.039에서 0.197인치) 정도의 너비를 가진다. 잎의 윗면은 털이 나 있고, 가장자리는 내려서 말린 상태거나 말린 상태로 말려 있으며, 아랫면은 털로 덮여 있다. 꽃은 잎맥 사이나 가지 끝에 작은 군락으로 배열되어 있으며, 1-2mm(0.039-0.079인치) 길이의 가장자리를 갖춘 꽃대에 달려 있다. 빨간색과 오렌지색이며 황록색 스타일을 갖추고 있으며, 종자 7-9mm(0.28-0.35인치)의 길이를 가진 화초로 구성되어 있다. 개화는 6월부터 11월까지 이루어지며, 과실은 부드럽게 털이 나 있는 타원형 열매로 길이는 13-16mm(0.51-0.63인치) 정도이다.
이 그레빌리아는 G. fasciculata, G. crassifolia, 그리고 G. depauperata와 유사하다.

## 분류
이 종은 1870년에 영국 식물학자 조지 벤텀(George Bentham)에 의해 'Flora Australiensis'에서 공식적으로 기재되었다.종의 품종 이름인 'saccata'는 라틴어로 "주머니 모양의"를 의미하며, 이는 꽃의 기저를 가리킨다.

## 분포
주머니 모양의 그레빌리아는 서부 오스트레일리아 남서부의 제럴튼 샌드플레인과 스완 해안 평야 생물 지역에서 발견되며, 목재 또는 개방된 헤스에 자라고 때로는 습지에도 서식한다. 모래부터 진흙토깽지에 이르는 토양에서 자란다. 이 식물은 배딩가라 국립공원의 Mullering Brook 지역에서부터 댄다라간과 힐 리버 북쪽 지역 사이에 제한적으로 분포한다..

## 보존상태
그레빌리아 사카타는 서부 오스트레일리아의 생물 다양성, 보전 및 관광부에 의해 "우선순위 네(Priority Four)"로 분류되어 있다. 이는 그 식물이 희귀하거나 가까운 위험에 처해 있다는 것을 의미한다.